# Пръстени на Сатурн
Пръстените на Сатурн са най-голямата система от планетарни пръстени в Слънчевата система. Представляват многобройни малки частици, вариращи по размер от микрометри до метри, които се движат в орбита около Сатурн. Частиците на пръстени са съставени почти изцяло от воден лед, с малки примеси на скали. Все още не е постигнат консенсус относно механизма на образуването им. Въпреки че теоретичните модели сочат, че пръстените вероятно са се образували през ранната история на Слънчевата система, нови данни от Касини-Хюйгенс предполагат, че те са се сформирали относително късно.
Въпреки че отражението от пръстените увеличава яркостта на Сатурн, те не се виждат от Земята с невъоръжено око. През 1610 г. Галилео Галилей става първият човек, видял Сатурновите пръстени, макар да не успява да ги види достатъчно добре, за да разпознае действителната им природа. През 1655 г. Кристиян Хюйгенс става първият, който ги описва като диск, опасващ Сатурн. Въпреки че много хора смятат, че пръстените на Сатурн са съставени от поредица малки пръстени (идея, датираща още от времето на Лаплас), реалните пролуки между пръстените са малко. По-правилно би било да се каже, че пръстените са геометрични дискове с концентрични максимуми и минимуми в плътността и яркостта си. Между отделните парчета на пръстените има много празно пространство.
Пръстените имат пролуките, при които плътността спада рязко: две от тях са отворени от известни спътници, докато много други се намират на места с известен дестабилизиращ орбитален резонанс със спътниците на Сатурн. Съществуват и пролуки, които все още не са обяснени. Стабилизиращият резонанс, от друга страна, е отговорен за дългата продължителност на няколко пръстена.
Отвъд основните пръстени се намира пръстенът Феба, за който се смята, че произлиза от спътника Феба и следователно споделя неговото ретроградно орбитално движение. Той е подравнен с равнината на Сатурновата орбита.

## Физически характеристики
Главните плътни пръстени се разпростират на 7000 km до 80 000 km от екватора на Сатурн. Тяхната локална дебелина варира в граници от 10 m до 1 km. Те са съставени от 99,9% воден лед с малки примеси от толини или силикати. Основните пръстени са съставени главно от частици с размери от 1 cm до 10 m.
Касини е измерил пряко масата на системата от пръстени чрез тяхното гравитационно въздействие, преминавайки между пръстените и облачното покритие на планетата и получавайки стойност от 1,54 (± 0,49) × 1019 kg. Това се равнява на около половината маса на целия антарктически шелфов ледник на Земята, разпръсната върху площ 80 пъти по-голяма от тази на Земята. Все пак, това е само малка част от общата маса на Сатурн.
Въпреки че най-големите пролуки между пръстените могат да се видят и от Земята, и двата апарата на програмата Вояджър откриват, че пръстените имат сложна структура от хиляди тънки пролуки и пръстенчета. Счита се, че тази структура е възникнала по няколко различни начина чрез гравитационното привличане на много от спътниците на Сатурн. Някои пролуки се отварят от преминаването на малки спътници (например Пан), докато някои от пръстенчетата се поддържат от гравитационното влияние на малки водещи спътници. Други пролуки се пораждат от резонанса между орбиталния период на частиците в пролуката и орбиталния период на голям далечен спътник. Именно по този начин спътникът Мимас поддържа участъка Касини. Голяма част от пръстените е съставена от спираловидни вълни, образувани от периодичните гравитационни смущения на вътрешните спътници при по-слаб резонанс. Данни от апарата Касини сочат, че пръстените на Сатурн притежават своя собствена атмосфера, която не зависи от тази на самата планета. Атмосферата е съставена от молекулен кислород (O2), произвеждан, когато ултравиолетовите лъчи от Слънцето взаимодействат с водния лед. Химичните реакции между водните молекули и по-нататъшната ултравиолетова стимулация създават и отделят O2. Според моделите на тази атмосфера, в нея би трябвало да има също H2. Атмосферата от O2 и H2 е толкова рядка, че ако по някакъв начин се залепи върху пръстените, тя би била с дебелина от един атом.
Сатурн показва сложни модели на яркост. По-голямата част от променливостта ѝ се дължи на променящото се положение на пръстените. Все пак, наложена върху това е променливостта, породена от орбиталния ексцентрицитет на планетата, който я кара да има по-ярки характеристики в северното полукълбо, отколкото в южното.
Нови снимки на пръстените от август 2009 г., направени от Касини, показват, че пръстените се разпростират значително извън номиналната си равнина на няколко места. Това отместване достига до 4 km на ръба на пролуката Кийлър, където е породено от спътника Дафнис.

## Образуване и еволюция
Оценките за възрастта на пръстените на Сатурн варират значително, в зависимост от използвания подход. Смята се, че вероятно са много стари, датиращи още от образуването на самата планета. Въпреки това, данните от Касини предполагат, че пръстените вероятно са много по-млади и са се образували през последните 100 милиона години. Този скорошен анализ на произхода се основава на новите оценки за ниска маса, моделиране на динамичната еволюция на пръстените и измервания на потока от междупланетен прах, които се вписват в оценката за скоростта на потъмняване на пръстените с времето. Тъй като пръстените постоянно губят материал, те би трябвало да са били по-масивни в миналото. Оценката на масата сама по себе си не е много показателна, тъй като пръстените с висока маса, които са се образували в началото на историята на Слънчевата система, вече биха еволюирали до маса, близка до измерената. Съдейки по днешните нива на изчерпване на материала, те могат да изчезнат след 300 милиона години.
Съществуват две основни теории относно произхода на вътрешните пръстени на Сатурн. Едната, първоначално предложена от Едуард Рош през 19 век, гласи, че пръстените някога са съставлявали спътник на Сатурн (наречен Веритас, по името на римската богиня, която се криела в кладенец), чиято орбитала е намаляла достатъчно и спътникът е бил разкъсан от приливните сили. Вариант на тези теория е, че спътникът се е разпаднал, след като е бил ударен от голяма комета или астероид. Втората теория гласи, че пръстените са остатъци от първоначалния материал, от който се е образувала Сатурн.
Теорията за масивни ранни пръстени впоследствие е разширена така, че да обясни и образуването на Сатурновите спътници до Рея. Ако първоначалните масивни пръстени са съдържали парчета скален материал (с диаметър над 100 km), както и лед, тези силикатни тела биха натрупали повече лед и биха били изхвърлени от пръстените, поради гравитационните взаимодействия с пръстените и Сатурн, във все по-широки орбити.
Яркостта и чистотата на водния лед в пръстените на Сатурн също са взимани като доказателство, че пръстените са много по-млади от Сатурн, тъй като притокът на метеорен прах би довел до потъмняване на пръстените. Въпреки това, новите изследвания показват, че пръстенът B може да е достатъчно голям, за да е разреждал попадащия материал и по този начин да е избегнал значително потъмняване през годините. Материалът на пръстените може да бъде рециклиран, като се образуват бучки в пръстените, които след това да се разрушават от удари. Това би обяснило очевидната младост на част от материала в пръстените. Доказателства, предполагащи скорошен произход на пръстена С, са изнамерени от изследователи чрез анализ на данни от Касини.
Изследванията върху скоростта на потока прах от пръстените към Сатурн също свидетелстват за млада система, на възраст от няколкостотин милиона години. Материал от пръстените постоянно пада към Сатурн, а колкото по-бързо пада, толкова по-кратък ще бъде живота на системата от пръстени. Един от механизмите включва гравитация, която привлича електрически заредени ледени зърна от пръстените по линиите на планетарното магнитно поле. Счита се, че притокът на материал от пръстените е около 432 – 2870 kg/s, съдейки по наблюденията на земния телескоп Кек. Вследствие единствено на този процес, пръстените биха изчезнали след около 818
124 милиона години. Докато пътува в пространството между пръстените и планетата през септември 2017 г., Касини засича екваториален поток от неутрално зареден материал от пръстените към планетата с дебит 4800 – 44000 kg/s. Ако този поток е стабилен и се прибави към постоянния процес на изпадане на материал от пръстените, то пръстените вероятно могат да изчезнат и след по-малко от 100 милиона години.

## Подразделения и структури
Най-плътните части от Сатурновите пръстени са пръстените A и B, които са отделени от участъка Касини (открит още през 1675 г. от Джовани Доменико Касини). Заедно с пръстена C, който е открит през 1850 г. и има сходен характер с участъка Касини, тези области съставляват основните пръстени. Основните пръстени са по-плътни и съдържат по-големи частици от тънките прашни пръстени. Към последните се причисляват пръстените D (разпростиращ се до облаците на Сатурн), G и E и други по-малки пръстени. Тези разсеяни пръстени се характеризират като „прашни“, поради малкия размер на частиците им (често от порядъка на микрометри). Химичният състав на всички пръстени включва почти изцяло воден лед. Тесният пръстен F, разположен в близост до външния ръб на пръстена A, е по-труден за категоризиране. Части от него са много плътни, но в същото време съдържа много миниатюрни частици.

### Физически параметри на основните участъци
| Име                     | Разстояние от центъра на Сатурн (km) | Ширина (km) | Кръстен на      |
| ----------------------- | ------------------------------------ | ----------- | --------------- |
| Пръстен D               | 66 900 – 74 510                      | 7500        |                 |
| Пръстен C               | 74 658 – 92 000                      | 17 500      |                 |
| Пръстен B               | 92 000 – 117 580                     | 25 500      |                 |
| Участък Касини          | 117 580 – 122 170                    | 4700        | Джовани Касини  |
| Пръстен A               | 122 170 – 136 775                    | 14 600      |                 |
| Участък Рош             | 136 775 – 139 380                    | 2600        | Едуард Рош      |
| Пръстен F               | 140 180                              | 30 – 500    |                 |
| Пръстен Янус/Епиметей   | 149 000 – 154 000                    | 5000        | Янус и Епиметей |
| Пръстен G               | 166 000 – 175 000                    | 9000        |                 |
| Пръстенова дъга Метония | 194 230                              | ?           | Метония         |
| Пръстенна дъга Анфа     | 197 665                              | ?           | Анфа            |
| Пръстен Палена          | 211 000 – 213 500                    | 2500        | Палена          |
| Пръстен E               | 180 000 – 480 000                    | 300 000     |                 |
| Пръстен Феба            | ~4 000 000 – >13 000 000             |             | Феба            |